# France Popit
France Popit (partizansko ime Jokl), slovenski komunist in politik, * 3. avgust 1921, Vrhnika, † 25. januar 2013.
Popit je izšel iz delavsko-kmečkega okolja ter se udejstvoval v delavskih organizacijah in Skoj-u ter postal član KPJ ob izključitvi iz gimnazije leta 1940. Med drugo svetovno vojno in po njej je opravljal različne partijske funkcije v KPS (inštruktor KP in organizator OF na Notranjskem, od 1942 kot sekretar poverjeništva KPS za Notranjsko, pozneje za Kočevsko ter politkomisar 2. operativne cone NOV in POS; član CK KPS od 1948) in kasneje ZKS (od 1958 član CK ZKJ in 1959 IK CK ZKS). Od oktobra 1943 je bil član Vrhovnega plenuma OF oz. SNOS, od marca 1944 vodja odseka Ozne 7.korpusa NOV in POJ ter ob koncu vojne pomočnik šefa Ozne za Slovenijo. Od 1947 je bil načelnik oddelka za zakonodajo in generalni sekretar slovenske vlade, nato 1954-56 član Izvršnega sveta Slovenije, vmes sekretar Okrajnega komiteja KPS Kranj (ponovno 1957-60), 1956-57 zvezni sekretar za delo in član ZIS; 1960-61 predsednik okrajnega ljudskega odbora Ljubljana, nato do 1963 sekretar okrajnega komiteja ZKS Ljubljana. 1963-66 je bil predsednik slovenske zveze sindikatov, nato sekretar IK CK ZKS in od decembra 1968 do 1982 predsednik CK ZKS, obenem član predsedstva (CK) ZKJ (1969-82) ter predsednik republiškega komiteja za ljudsko obrambo, član (po funkciji že od njegove ustanovitve 1974) in 1984-88 tudi predsednik predsedstva SRS. Kot komunist in funkcionar je bil Popit pristaš »trde« uradne linije, ki je v 70. letih izvedla politične čistke (obračun s Kavčičevo »liberalno« in »tehnokratsko« linijo). V 80. letih je zagovarjal ustavno vlogo Slovenije v federaciji in se spopadel z nekaterimi težnjami v Jugoslaviji oz. drugih republikah, ki so hotele zmanjšati pomen republik.  
Po spremembah v ZKS se je kot ortodoksen komunist začel počasi odmikati od nje. Konec 80. let se je razšel tudi z reformno Kučanovo linijo in se 1989 dokončno poslovil od aktivne politike (izstop iz CK ZKS z odprtim pismom, v katerem je uporabil izraz »via facti«). Bil je mdr. nosilec partizanske spomenice 1941 in reda junaka socialističnega dela (1981). 
Poročen je bil z nosilko partizanske spomenice in vdovo narodnega heroja Maksa Pečarja Zvonko Potočnik - Marico (Maričko), s katero je imel sinova Vasjo in Iljo. Zadnja leta je preživel na Primorskem, umaknjen od javnosti. Pokopan je na Vrhniki.